# Solanum yirrkalense
Solanum yirrkalense är en potatisväxtart som beskrevs av Symon. Solanum yirrkalense ingår i släktet skattor som ingår i familjen potatisväxter. Inga underarter finns listade i Catalogue of Life.